# Luis Concha Córdoba
Luis Concha Córdoba (Bogotá, 7 de noviembre de 1891-Bogotá, 18 de septiembre de 1975) fue un cardenal colombiano de la Iglesia católica. Sirvió como Arzobispo de Bogotá de 1959 a 1972, y fue elevado al cardenalato en 1961 por el Papa Juan XXIII.

## Biografía
Luis Concha Córdoba nació en Bogotá. Fue hijo de José Vicente Concha, el futuro Presidente de Colombia, y su primera esposa, Leonor Córdoba. Su padre lo preparó para la primera comunión. Aprendió en casa el latín con Miguel Abadía Méndez, quien fue profesor de la misma materia en el seminario de Bogotá, a donde Concha ingresó en 1908 para continuar sus estudios de latín. Cuando el padre de Luis fue hecho embajador de Colombia en Francia, Luis fue con él a París y estudió humanidades con el Abad Lafont. A su regreso a Bogotá, continuó sus estudios para ser presbítero en el seminario.
Ordenado el 28 de octubre de 1916, Concha sirvió como capellán de la Escuela de la Catedral, y profesor en el seminario y en la Universidad del Rosario en Bogotá hasta 1918, mientras desarrollaba su trabajo pastoral. Fue director del periódico arquidiocesano de noviembre de 1918 a marzo de 1919, y más tarde del 16 de agosto al 15 de octubre de 1924. Completó sus estudios en el Pontificio Instituto Bíblico en Roma (donde estudió Sagradas Escrituras), y en el Seminario de San Sulpicio en París. En 1920, fue obligado por enfermedad a volver temprano a Colombia sin obtener ningún grado académico.
El 13 de julio de 1935, Luis Concha fue nombrado Obispo de Manizales por el papa Pío XI, en 1954 el papa Pío XII eleva la provincia eclesiástica de Manizales en arquidiócesis y Luis Concha se convierte en su primer arzobispo. El 18 de mayo de 1959 el papa Juan XXIII lo nombra Arzobispo de Bogotá y participa en las sesiones del Concilio Vaticano II.
En 1972 Luis Concha le presentó al papa Pablo VI su renuncia por motivos de edad al cargo de Arzobispo de Bogotá, la cual es aceptada y tres años después, fallece en Bogotá tras una larga y dolorosa enfermedad y fue enterrado en la Catedral Primada de Colombia.

| Predecesor: Juan Manuel González Arbeláez | Arzobispo de Manizales 13 de julio de 1935 – 18 de mayo de 1959                                                                            | Sucesor: Arturo Duque Villegas     |
| Predecesor: Joseph Wendel                 | Cardenal de SS. Nombre de Santa María la Nueva con dignidad personal de Cardenal Presbítero 19 de enero de 1961 - 18 de septiembre de 1975 | Sucesor: Emmanuel Kiwanuka Nsubuga |
| Predecesor: Crisanto Luque Sánchez        | Vicario castrense de Colombia 20 de junio de 1959 - 22 de julio de 1972                                                                    | Sucesor: Aníbal Muñoz Duque        |
| Predecesor: Crisanto Luque Sánchez        | Presidente de la Conferencia Episcopal de Colombia 1959 – 1964                                                                             | Sucesor: Aníbal Muñoz Duque        |
| Predecesor: Crisanto Luque Sánchez        | Arzobispo Primado de Colombia 18 de mayo de 1959 - 29 de julio de 1972                                                                     | Sucesor: Aníbal Muñoz Duque        |
| Predecesor: Crisanto Luque Sánchez        | Arzobispo Metropolitano de Bogotá 18 de mayo de 1959 - 29 de julio de 1972                                                                 | Sucesor: Aníbal Muñoz Duque        |

- Datos: Q1876403
- Multimedia: Luis Concha Córdoba / Q1876403